# 뉴토피아
뉴토피아(Newtopia)는 2025년 2월 7일부터 공개된 쿠팡플레이 오리지널 드라마다.

## 프로그램 소개
군인 재윤과 곰신 영주가 좀비에 습격당한 서울 도심을 가로질러 서로에게 달려가는 이야기

## 제작진

### 제작사
- 바운드엔터테인먼트
- 빌리언스플러스[1]
- 오디너리젬
- 보더리스필름

### 연출
- 윤성현

### 각본
- 한진원 : 드라마 〈러닝메이트〉의 연출자이자 영화 〈기생충〉의 공동 각본가.

- 지호진 : 드라마 〈킬러들의 쇼핑몰〉의 공동 작가.

## 출연진

### 주요 인물
- 박정민 : 이재윤 역
- 지수 : 강영주 역
- 임성재 : 라인호 역
- 김준한 : 애런 팍 역
- 강영석 : 서진욱 역
- 이학주 : 성태식 역
- 탕준상 : 삼수 역

### 방공진지
- 김상흔 : 김영만 역
- 박강섭 : 전형배 역
- 김정진 : 황경식 역
- 이준영 : 최철우 역
- 빈찬욱 : 곽계영 역
- 권승우 : 박성욱 역
- 이주원 : 정태화 역 - 상사

### 에덴호텔
- 저스틴 하비 : 파울로 역
- 박광재 : 정 쉐프 역
- 홍서희 : 오수정 역

### 그 외 인물
- 임형국 : 호철 역
- 배제기 : 세혁 역
- 강기둥 : 기둥 역
- 김지민 : 유병준 역
- 이찬희 : 안성규 역
- 박미현 : 영주 모 역
- 신미영 : 경순 역
- 이초희 : 박은채 역
- 최희진 : 최슬기 역
- 임수형 : 영주 직장선배 역
- 이주미 : 명희 역
- 김찬형 : 병길 역
- 미상 : 낯선 여자 역

## 참고 사항
- 기획 초기 제목은 원작과 동일한 '인플루엔자'였다.
- 빌딩 GOP가 배경으로 등장하는 첫 드라마다. 본작 공개 약 1년 전, 제작진으로 추정되는 인물이 육군 갤러리에 빌딩 GOP 관련 질문글을 올린 것이 확인되었다.
- 프로모션의 일환으로 카카오택시 앱 구동 시 본작의 동영상 광고가 나오게 되었는데, 한밤중을 배경으로 인물이 클로즈업되는 연출이 약간 공포영화 같기 때문에 심야에 택시를 호출하려고 앱을 켰다가 깜짝 놀랐다는 반응이 많다. 심지어 핸드폰을 떨어뜨린 사례도 있었다고 한다. 불쾌한 광고의 정석적 사례인 셈.
- 2012년에 집필된 원작에서는 제훈이 영주에게 연락할 방도가 공중전화밖에 없었지만 2020년대를 배경으로 한 본작에서는 병사들의 휴대폰 사용이 가능해진지 오래되었기 때문에 휴대폰을 받아 연락하는 장면이 나온다.
- 원작은 분위기가 무겁고 등장인물들의 생존 과정 자체에 중점을 두었으나 본작에서는 내용을 각색해서 로맨스 코미디 요소가 강해졌다.
- 작중 좀비사태로 인해 계엄령이 선포되자 군 간부들조차 당혹감을 감추지 못하는 반응을 보이는데, 하필 작품이 공개되기 2개월 전에 ..[2] 그래서인지 고몽의 경우 리뷰 영상에서 해당 대목이 등장할때 "*뉴토피아의 촬영 기간은 2023년 12월 ~ 2024년 8월이다"라는 자막을 삽입했다.